# علية عمامرة
علية عمامرة (بالفرنسية: Oulaya Amamra)‏ (من مواليد 12 نوفمبر 1996) هي ممثلة فرنسية معروفة بأدائها لدور دنيا في فيلم إلهي عام 2016 ودور جليلة في فيلم «تامارا». فازت بجائزة سيزار لأفضل ممثلة واعدة في عام 2017 لصالح فيلم إلهي. 
علية عمامرة هي الأخت الصغرى للمخرجة هدى بن يمينة. التحقت عمامرة بالمدرسة الكاثوليكية ودرست الرقص الكلاسيكي لمدة 15 عامًا.
قامت هدى بن يمينة بترشيح علية للدور الرئيسي في إلهي، على الرغم من القلق في البداية من أن المشروع يمكن أن يهدد علاقتهما الأخوية.  في يناير 2017، فازت عمامرة بجائزة «أضواء» لأفضل ممثلة واعدة لهذا الدور. ثم فازت بجائزة الممثلة الواعدة في جوائز سيزار 2017 في 24 فبراير.

## فيلموغرافيا
| سنة  | عنوان               | دور    | إخراج                       | ملاحظات |
| ---- | ------------------- | ------ | --------------------------- | --- |
| 2010 | كسر                 | طالبة  | ألان تاسما                  | فيلم تلفزيوني |
| 2012 | البداية             |        | غيوم توردجمان               | فيلم قصير |
| 2014 | طفل الغيتو          |        | هدى بن يمينة وجيوم توردجمان | |
| 2014 | 3xManon             | يائيل  | جان كزافييه دي ليستريد      | سلسلة تلفزيونية قصيرة |
| 2015 | جوق العميين         | شامة   | محمد مفتكر                  | |
| 2015 | وجه جميل            | سارة   | إيما بينستان                | فيلم قصير |
| 2015 | حرفة حسنة           | ثريا   | فريد بنتومي                 | فيلم قصير |
| 2016 | إلهي                | دنيا   | هدى بن يمينة                | جائزة سيزار لأفضل ممثلة واعدة جائزة أضواء لأفضل ممثلة واعدة AFI Fest Special Mention بالنيابة مهرجان قرطاج السينمائي أفضل ممثلة |
| 2016 | تامارا              | جليلة  | ألكسندر كاستاجنيتي          | |
| 2016 | ميريام              | ميريام | فايزة أمبا                  | فيلم قصير |
| 2016 | سيد جاسباتشو        | جوليا  | غيوم توردجمان               | قصيرة |
| 2017 | La bête curieuse    | أسماء  | لوران بيرو                  | فيلم تلفزيوني |
| 2018 | العالم لك           | لمياء  | رومان جافراس                | |
| 2019 | الأعداء             |        | أندريه تيشينه               | مرحلة ما بعد الإنتاج |
| 2019 | فتاة الطبول الصغيرة | سلمى   | بارك تشان ووك               | سلسلة تلفزيونية قصيرة في طور التصوير                                                                                            |

## روابط خارجية
- علية عمامرة على موقع IMDb (الإنجليزية)
- علية عمامرة على موقع ألو سيني (الفرنسية)
- علية عمامرة على موقع كينوبويسك (الروسية)

- علية عمامرة في قاعدة بيانات الأفلام على الإنترنت